# Concentración de Fuerzas Populares
Die Concentración de Fuerzas Populares (CFP) (dt. Sammlung der Volkskräfte) ist eine populistische politische Bewegung Ecuadors, die 1946 von Carlos Guevara Moreno gegründet wurde. Sie hat ihr Hauptgewicht in Guayaquil. Unter der Führung Assad Bucarams stellte sie 1979 bis 1981 mit dem bei einem Flugzeugabsturz umgekommenen Jaime Roldós den Präsidenten und 27 von 67 Mitgliedern des Parlamentes.
Spätere Vertretungen im Parlament:
- 1986: 6 Abgeordnete
- 1990: 3 Abgeordnete
- 1992: 1 Abgeordneter

Die CFP wird heute von Averroes Bucaram geleitet, hat aber nur noch geringe politische Bedeutung.